# Macromeracis trigonifera
Macromeracis trigonifera är en tvåvingeart som beskrevs av James 1975. Macromeracis trigonifera ingår i släktet Macromeracis och familjen vapenflugor. Inga underarter finns listade i Catalogue of Life.